# Frank Rebajes
Francisco Torres Rebajes (6 de febrero de 1907, Puerto Plata-9 de junio de 1990, Boston), conocido como Francis o Frank Rebajes y Frank Rebaxes, fue un orfebre, joyero y escultor dominicano que desarrolló su carrera en Nueva York y Torremolinos. 
Creador autodidacta y artista multidisciplinar que trabajó el diseño de joyas, la orfebrería y la escultura y desarrolló disciplinas como la arquitectura y el diseño de mobiliario. Su vida es el ejemplo de la conquista del sueño americano, inmigrante que superó la miseria y con su trabajo se convirtió en un referente, logrando tanto el éxito material como el reconocimiento artístico. 
Destacó como joyero en Estados Unidos a mediados del siglo XX, pionero en el uso de cobre en la joyería moderna, un material que apareció casualmente en su vida y lo convirtió en su atributo.  
Su obra principal se puede dividir en dos ámbitos: la creación como orfebre y joyero, que desarrolla en Nueva York y Torremolinos desde 1932 hasta 1980, y su trabajo escultórico de base científico-filosófica, la serie Óvulo, al que se dedicó formalmente en la década de los 70 y 80, elaborando más de 300 piezas artísticas. 
En toda su obra se suceden y se fusionan multitud de lenguajes, pero siempre bajo la influencia de un elemento inseparable de su concepción del mundo: la curva, la S, el infinito, que le llevaron finalmente a su sagrada obsesión: el movimiento continuo de la cinta de Möbius.

## Biografía

### Infancia y familia
Hijo de españoles. Su padre fue Antonio Torres Ros (1870, Palma de Mallorca) y su madre Francisca Rebajes Pujol (de Torres) (1877, Ibiza). Emigraron a la República Dominicana posiblemente en los últimos años del siglo XIX, instalándose definitivamente en Puerto Plata. Tuvieron cinco hijos y una hija.  
El padre tuvo una fábrica de zapatos. Frank aprendió con él la manufactura de diversos materiales, a trabajar con las manos, a crear un objeto y un producto, que aplicará a su trabajo en joyería. 
En 1913 el padre envió a Frank a estudiar a Barcelona con sus dos hermanos mayores, Antonio y Ramón. Frank decidió dejar los estudios porque no se adaptaba a la disciplina de la escuela y con el consentimiento del padre volvió a la isla, donde trabajó con él y como cobrador de banco.

### Años 20. Supervivencia en Nueva York

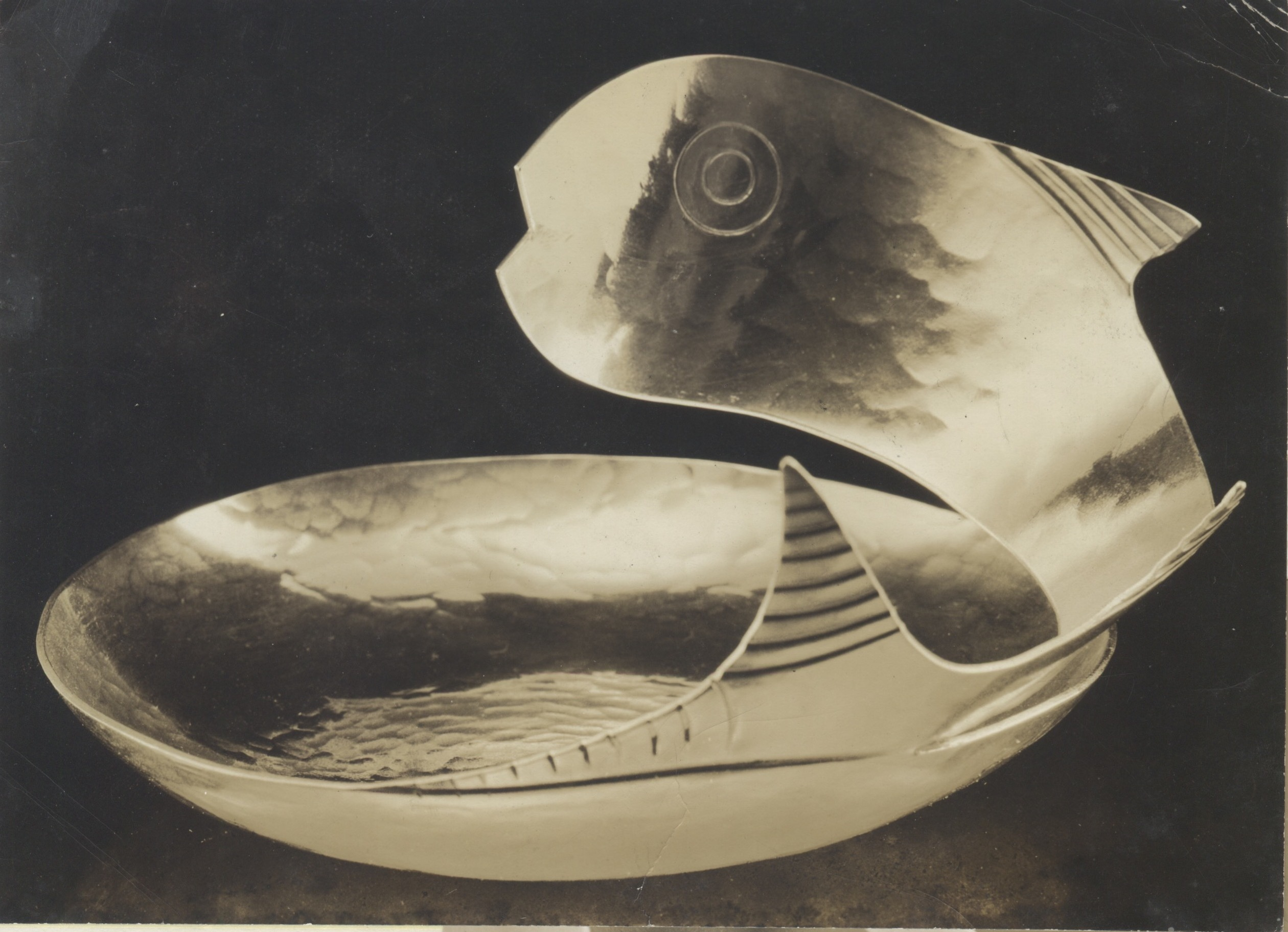
Pez cenicero. Primeras piezas de Rebajes, sencillos trabajos de orfebrería que representaban animales. Años 30 del, Greenwich Village.

En 1924 Frank Rebajes decidió marcharse a los Estados Unidos a probar suerte. Su padre le regaló unos pantalones largos, entonces símbolo de madurez, le pagó el pasaje y le dio 300 dólares, que junto a sus ahorros y la lotería que le tocó en el barco le daría para sobrevivir unos meses en Nueva York.

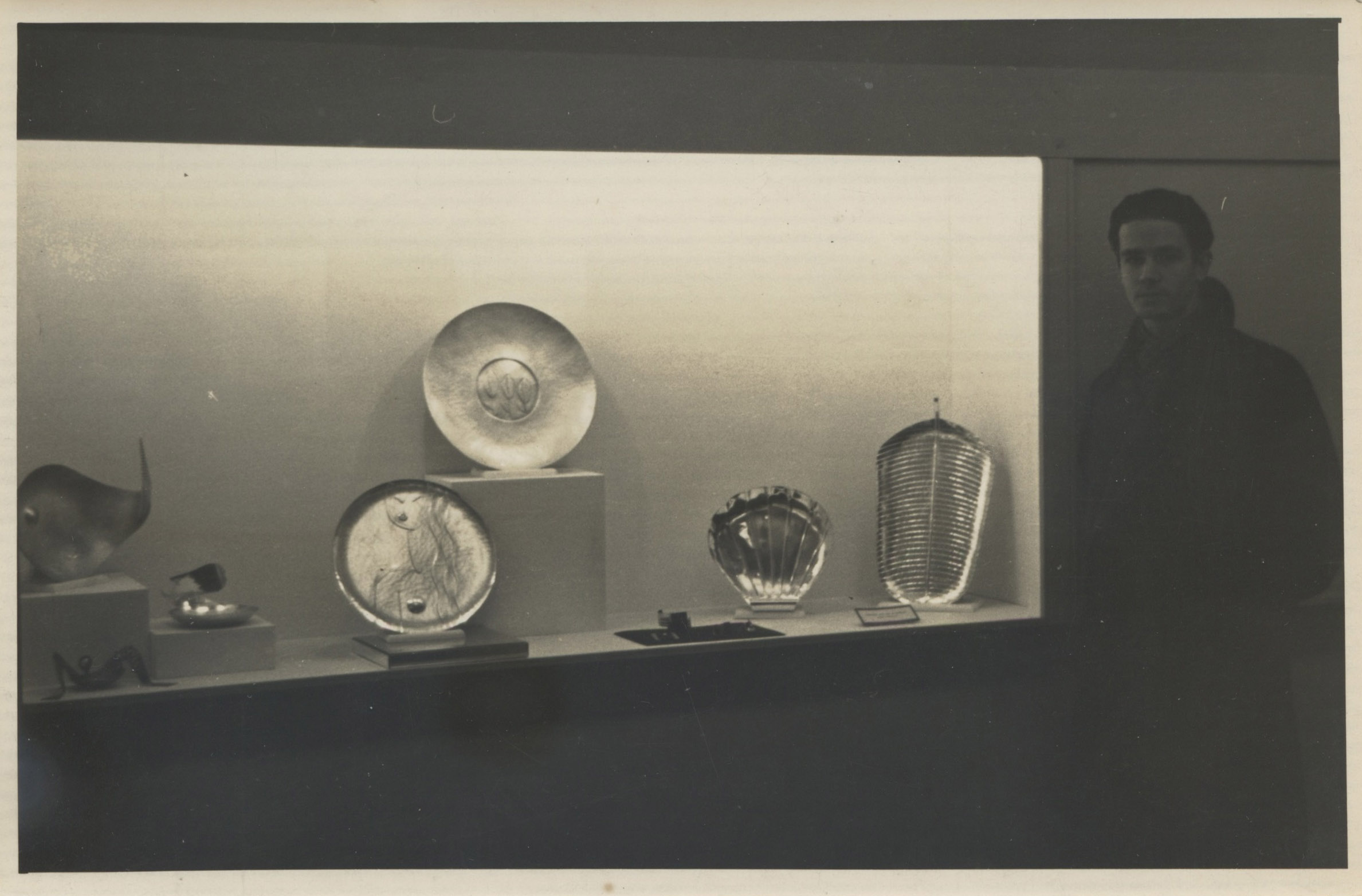
Rebajes junto al expositor con su obra en la exposición de 1937 celebrada en el Brooklyn Museum.

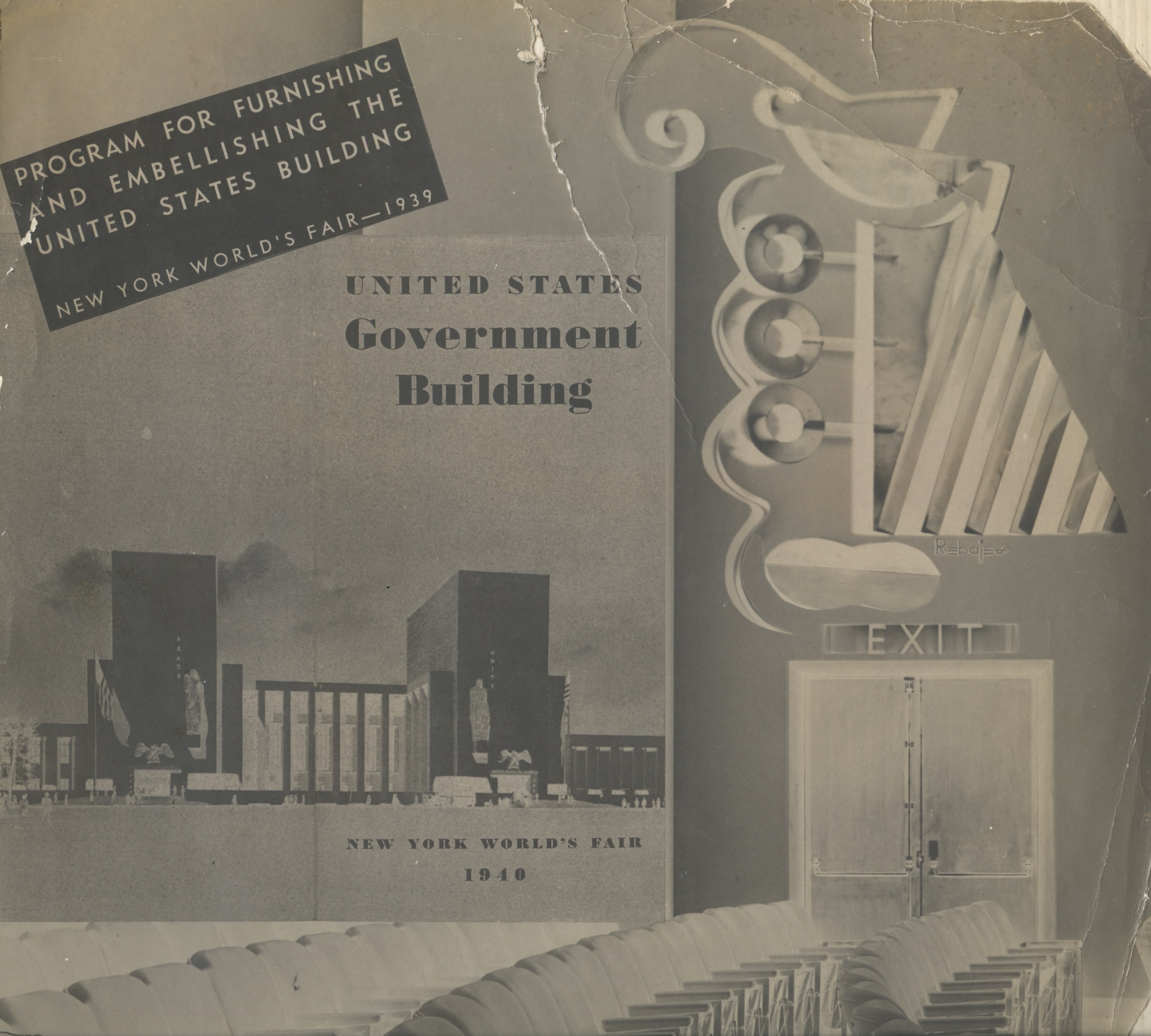
Programa de la Feria Mundial de Nueva York, 1939 e imagen del pabellón del teatro con uno de los 6 murales luminosos que el gobierno encargó a Rebajes

Frank llegó dispuesto a quedarse y eligió la ciudad de Nueva York. Su intención no era hacer joyería o arte, sino sobrevivir y progresar en la vida. Comenzó viviendo en Harlem con un grupo de paisanos. Cuando agotó el dinero del que disponía comenzó a trabajar en cafeterías, como chico de recados, limpiador en el estudio fotográfico de Lucas Kanarian, comercial y otros trabajos de condición precaria. Con la Gran Depresión estuvo un tiempo sin trabajo ni casa, consiguiendo algo de dinero mendigando o vendiendo “aquellas innobles manzanas” en la esquina sur oeste de la Sexta Avenida. 
Con seguridad a finales de la década de los 20, además de Frank, vivían en Estados Unidos sus hermanos Antonio y Ramón. 

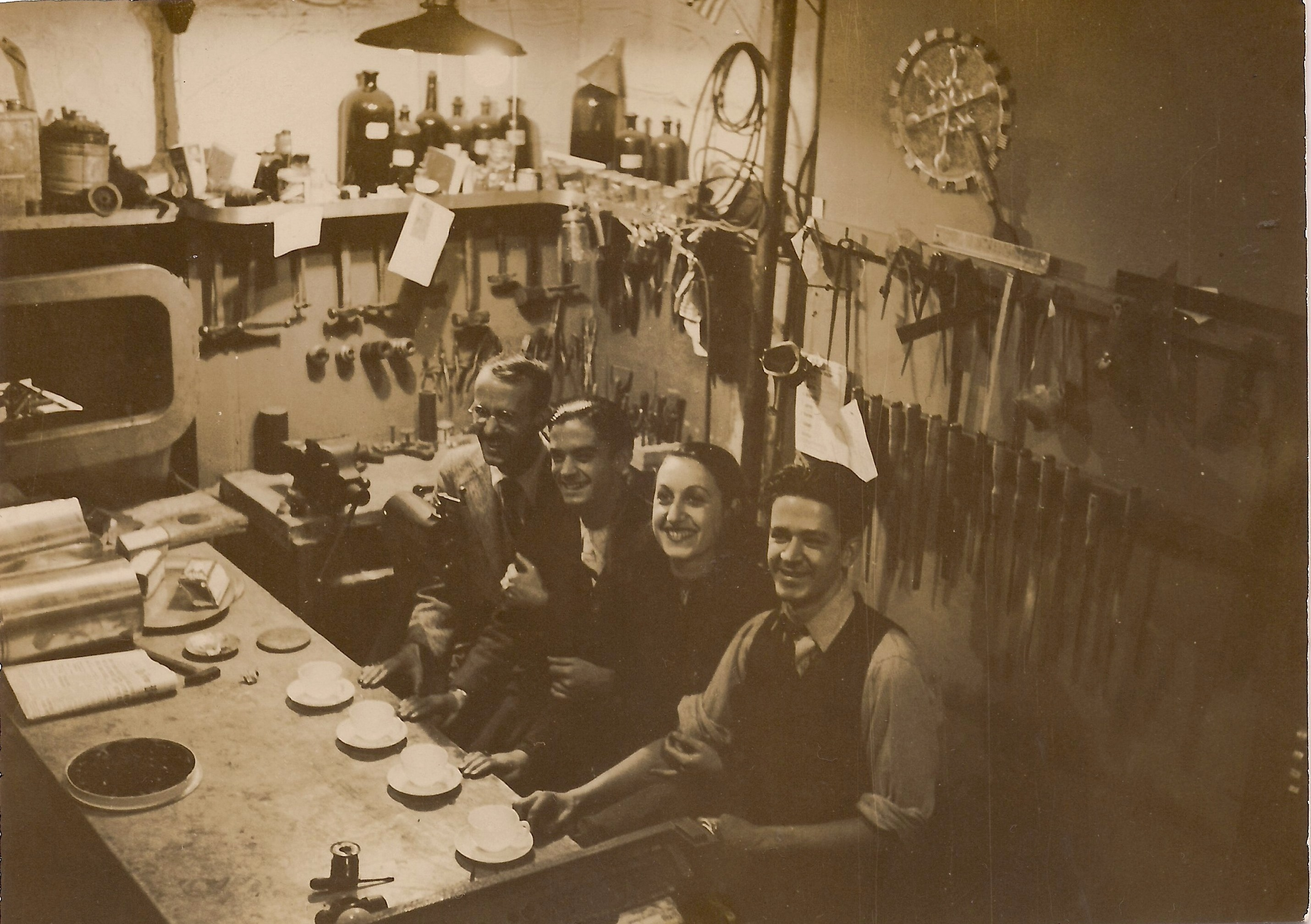
Frank y Pauline en el taller de una de las tiendas de Greenwich Village. Década de los 30 del.

### Años 30. Greenwich Village, el inicio de su carrera

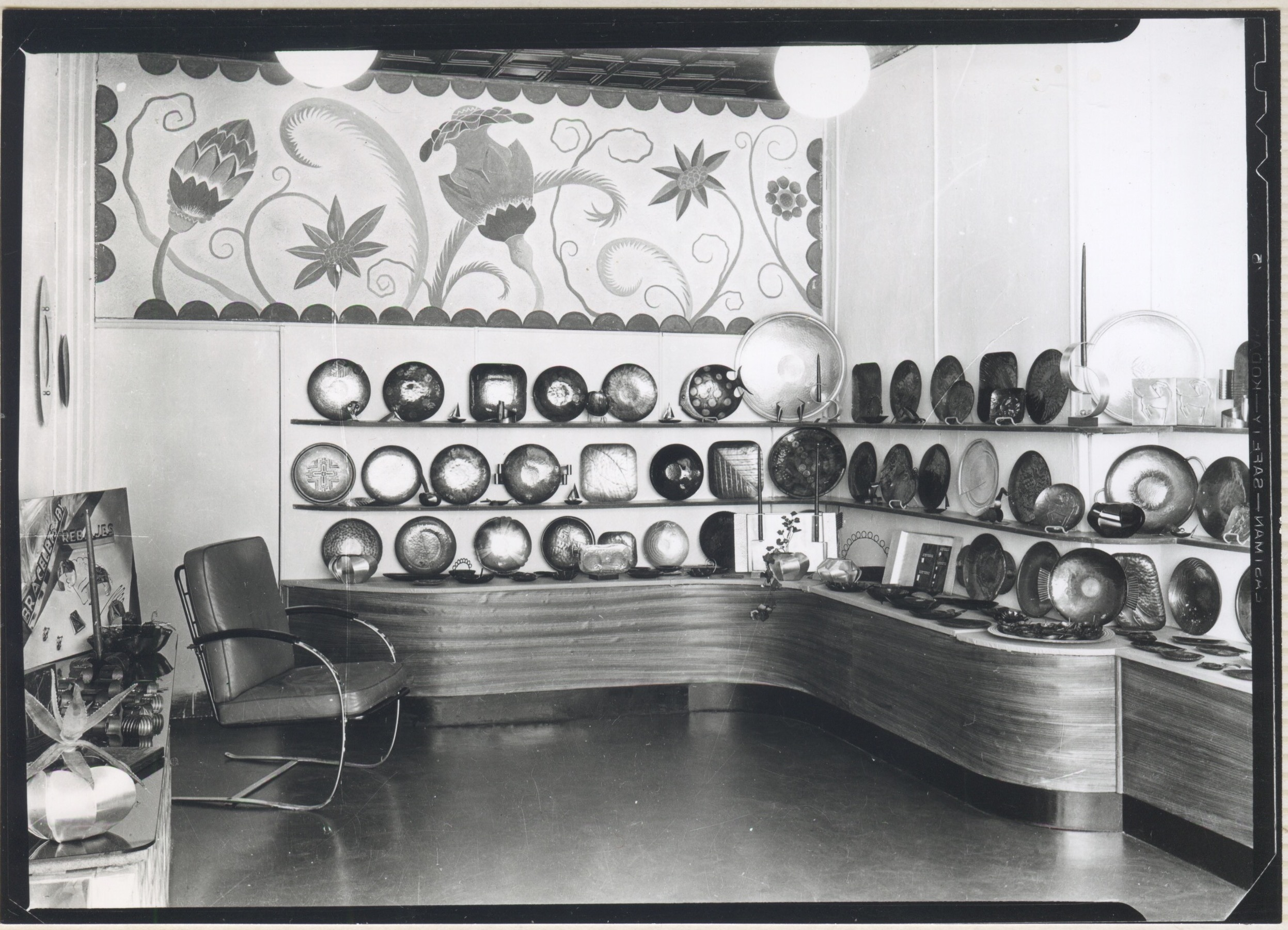
Interior de la tienda de la firma Rebajes en Greenwich Village. El diseño de mobiliario era de Rebajes. El mural es de su hermano Ramón.

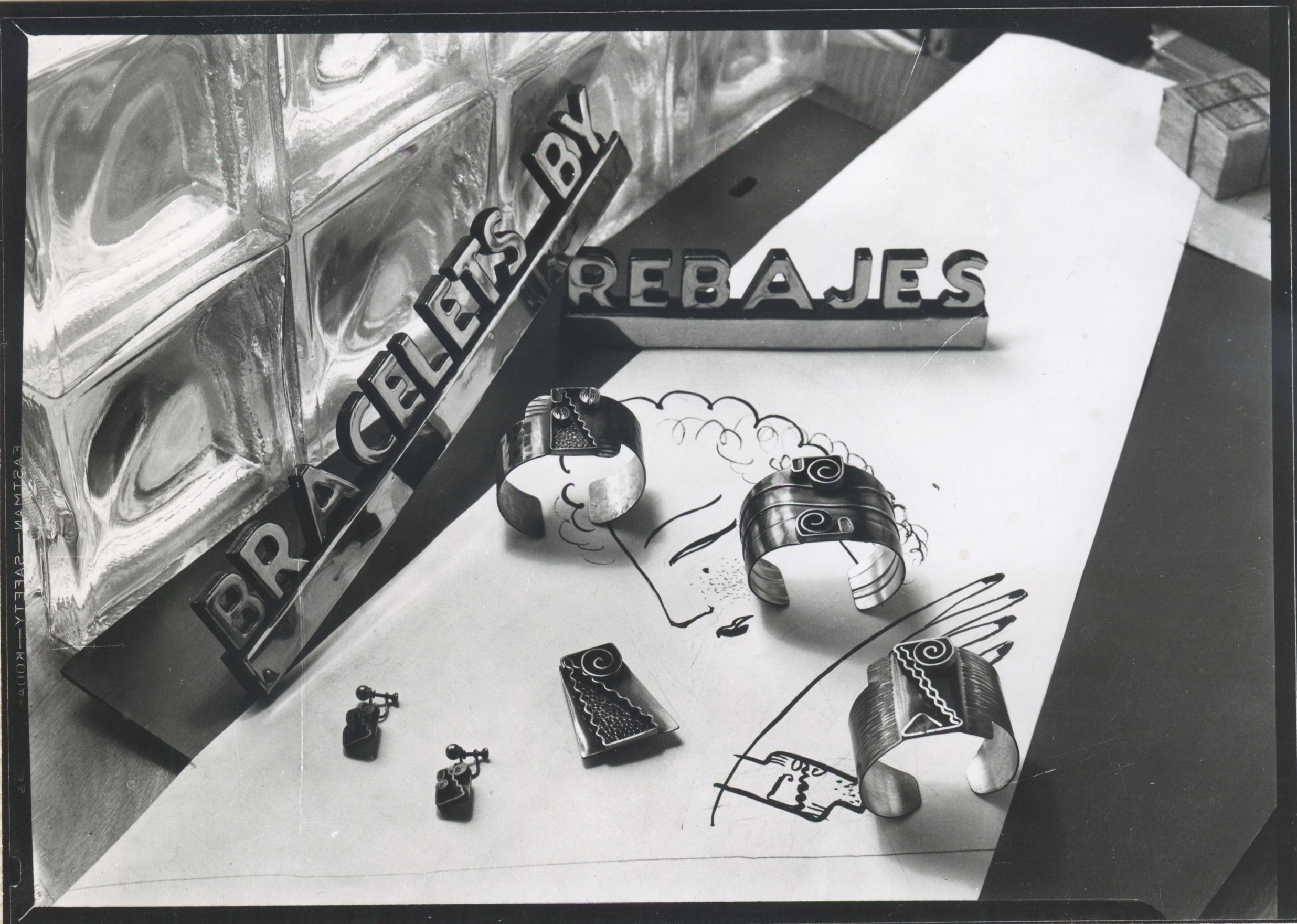
Diseños de Rebajes, en la tienda de la Cuarta Oeste 184 en Greenwich Village, década de los 30 del.

Frank Rebajes y Pauline Schwartz (1911, Nueva York – 16 de abril de 1989, Torremolinos) se conocieron en una fiesta en Greenwich Village. Se casaron al poco tiempo, el 3 de febrero de 1932, en contra el deseo de los padres de Pauline. 
Pasaron la noche de bodas en la línea de metro de Coney Island y durante unos meses estuvieron viviendo en la casa de un amigo peruano, Julio Avendaño.
Mientras Frank buscaba trabajo estable, se entretenía realizando pequeños animales con latas y trozos de metal, trabajándolas con las herramientas de su amigo Avedaño. 
En Washington Square se celebraba una muestra de arte al aire libre convocada por el entonces recién creado Whitney Museum of American Art. Allí exhibió una serie de pequeños animales en una tabla de planchar. Vendió el lote completo por 30 dólares a Juliana Force, primera directora del citado museo. Con ese dinero alquiló por 15 dólares en el 182 3/4 de la calle Cuarta Oeste (West 4th Street) en Greenwich Village, una especie de pasillo angosto que fue taller, tienda y casa. Con ese acto, Rebajes se convertía en el primer orfebre moderno en establecer un estudio en Greenwich Village.
En poco tiempo comenzó a vender y relacionarse con el círculo artístico de Greenwich, creando una clientela que apreciaba su trabajo y que se acabó convirtiendo en su grupo de amistades, nutriendo su desarrollo creativo. Uno de los primeros artistas en entablar amistad con ellos fue el pintor cubano Enrique Riverón.
En 1934 tuvo ahorros suficientes para mudarse al local de al lado, al número 184, ya con dimensiones para taller y tienda y con escaparate a la calle. Es entonces cuando además de orfebrería, comienza a despuntar con la joyería. Entre los materiales utilizados, como latón, niquel o plata, destacaba el en cobre, que se convertirá en su sello distintivo y atributo. Mientras Rebajes producía, Pauline atendía a los clientes y se encargaba de la parte administrativa del negocio.
En 1937 ya estaban reubicados en la misma calle en el número 182. Tenían varios empleados, entre ellos su hermano Pedro. Actualizó la estética de su marca comercial e implementó el logotipo “Rebaje∞”, sustituyendo la S final por el símbolo del infinito, que lo representará toda la vida. El reconocimiento como joyero ya era sólido, era un referente entre los artesanos de Greenwich Village. 
Rebajes promovió el asociacionismo entre joyeros y orfebres e impulsó que talleres y tiendas se concentraran en la calle Cuarta, entre Sheridan Square y New York University. Formaba parte de la Society of Designer Craftsmen, a la que donó piezas.
En 1937 el Metropolitan Museum of Art le invitó a participar en una muestra sobre arte contemporáneo, siendo su primera exposición “bajo techo”. Ese mismo año participó en otra exposición colectiva en el Brooklyn Museum y fue invitado a la Exposición Universal de París de 1937 con una escultura, siendo reconocido con la medalla de bronce. Para la Exposición Mundial de Nueva York de 1939 el gobierno le encargó seis murales escultóricos luminosos para el teatro del pabellón de Estados Unidos, por los que recibió premio y medalla. Repitió en el Metropolitan Museum of Art en una exposición de diseño industrial moderno.

### Décadas 40 y 50. La conquista del sueño Americano

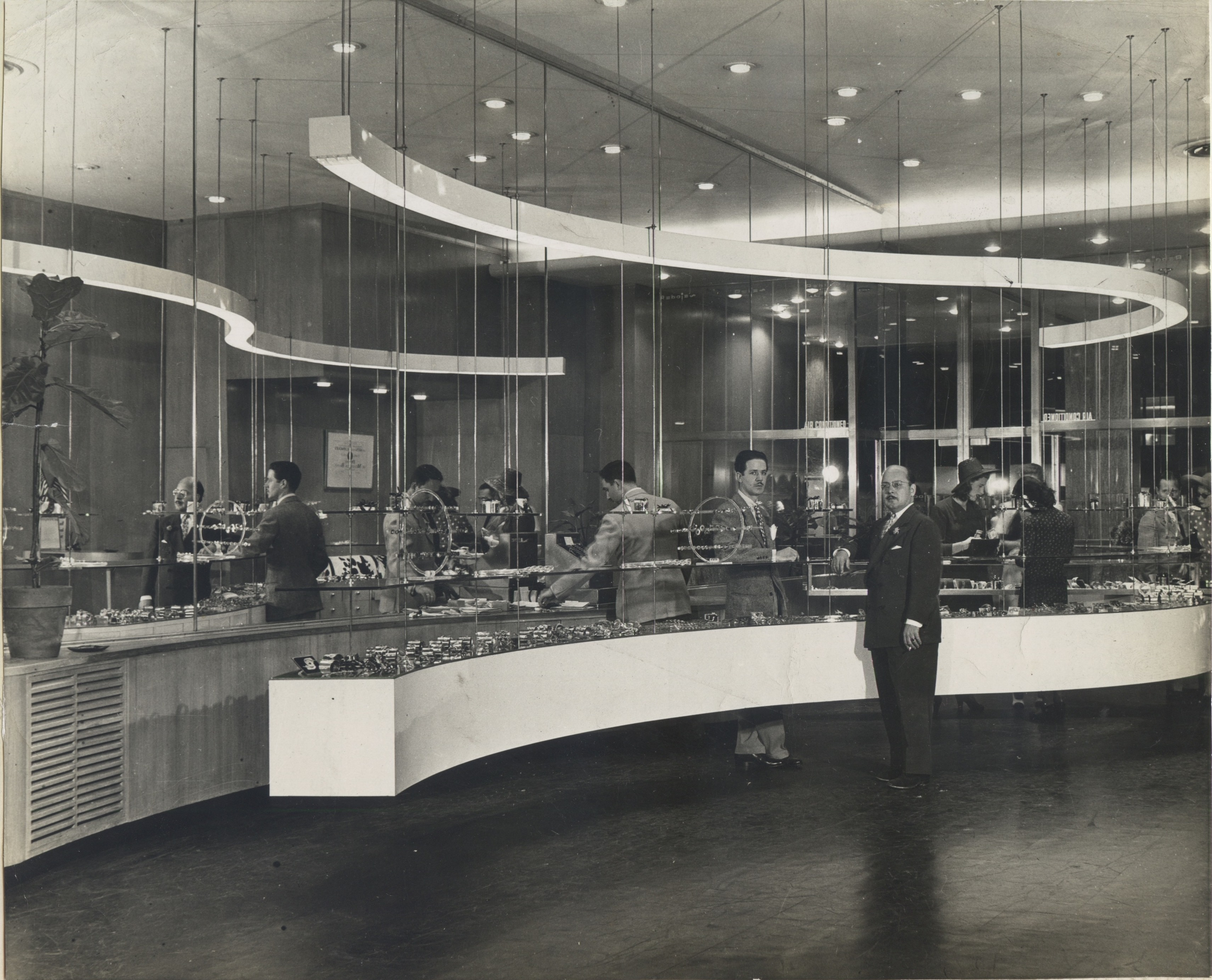
Frank Rebajes y el arquitecto José Fernández junto al mostrador en S de la joyería de Rebajes en la Quinta Avenida, Nueva York. Inicio de la década de los 40 del.

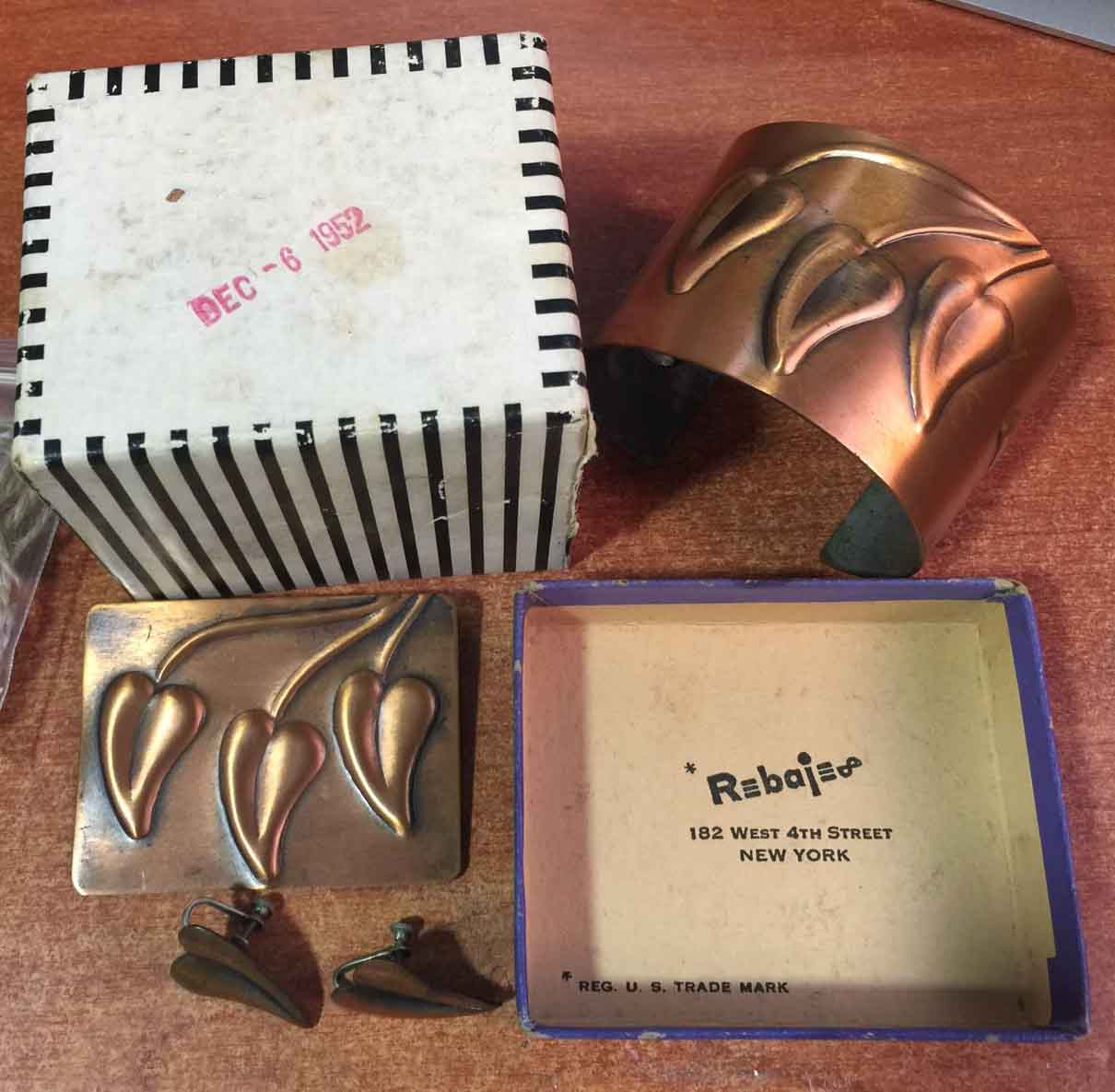
Joyas diseñadas por Frank Rebajes y uno de los envases utilizados en la tienda de la Quinta Avenida, Nueva York, década de los 50 del.

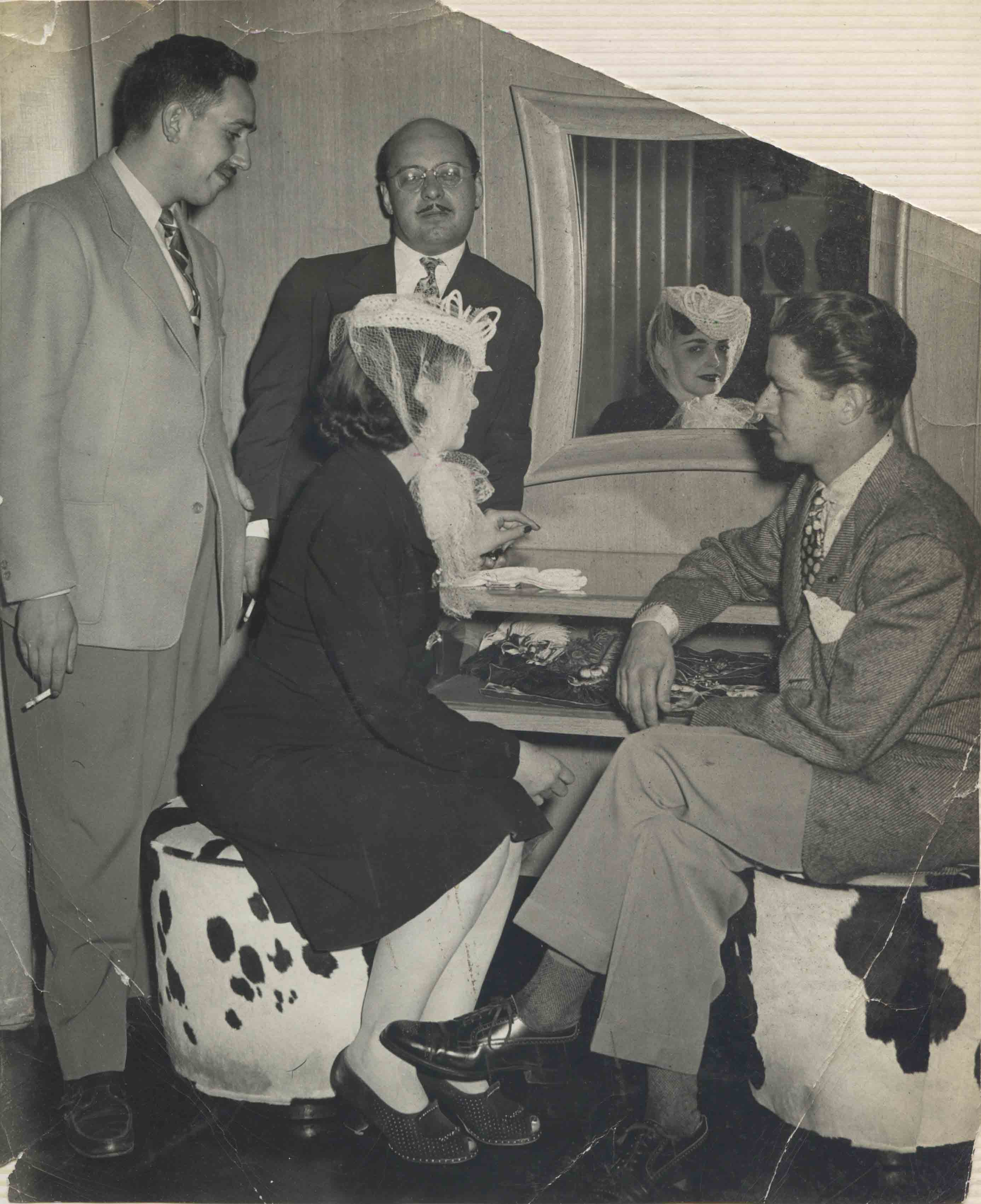
Rebajes atendiendo a una clienta en su tienda de la Quinta Avenida de Nueva York, al fondo el arquitecto José Hernández

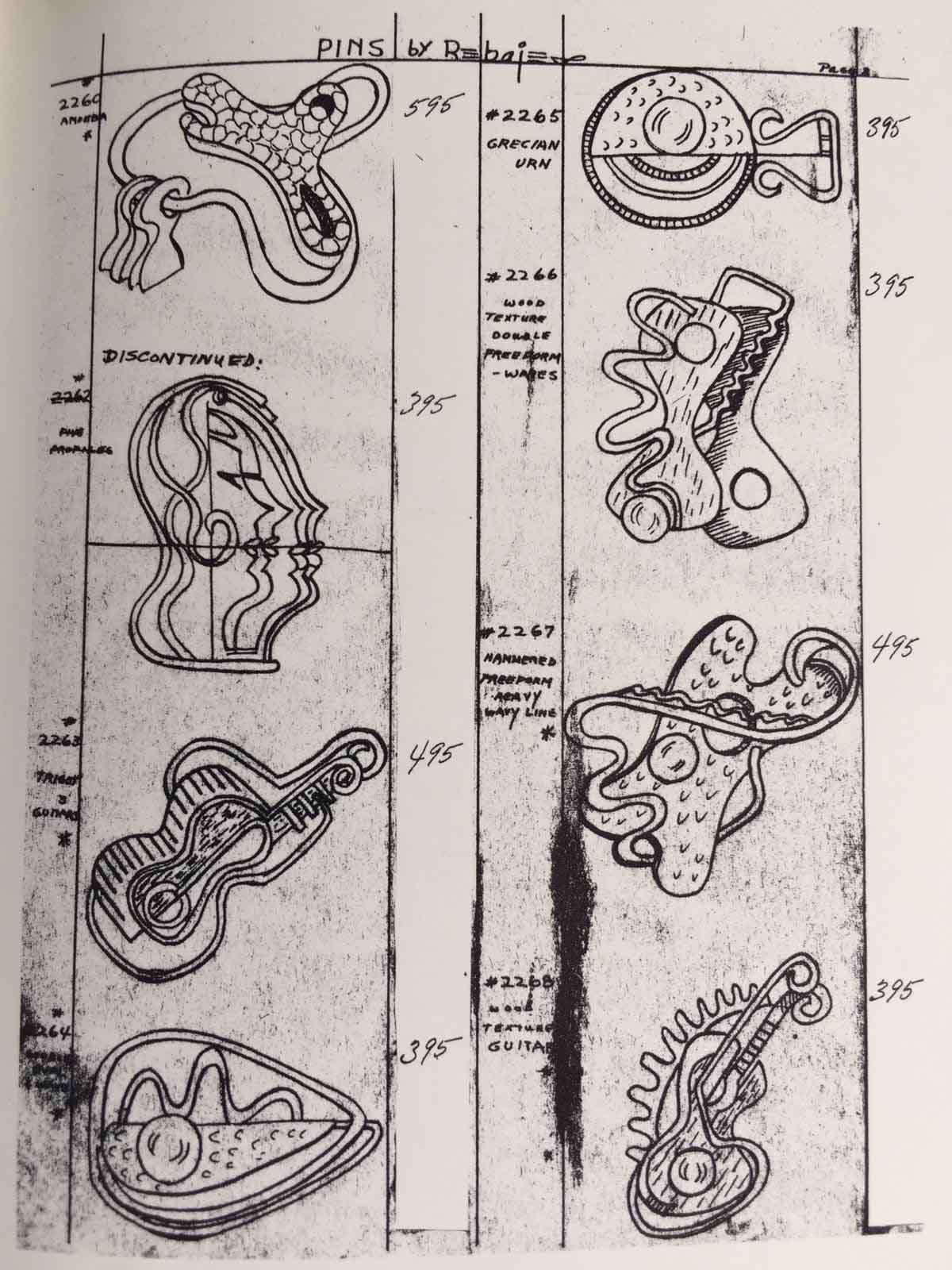
Página de los catálogos de trabajo de joyería, Frank Rebajes

El Rebajes orfebre y joyero realizó una carrera profesional asombrosa como firma destacada en joyería, en menos de una década pasó de la supervivencia al superávit. 
En 1942 abrió una tienda en el 377 de la Quinta Avenida de Nueva York con idea de separar el espacio de ventas del de producicón. 
La tienda fue aplaudida por su diseño innovador en los libros y revistas de arquitectura de la época. Rebajes se volcó en el diseño de la tienda y colaboró en su ejecución con el arquitecto puertorriqueño José Fernández, a quien le encargó el proyecto. Entre los logros vanguardistas destaca la fachada sin escaparate, directamente abierta a la calle; el uso de espejos para propagar la luz y ampliar el espacio; la forma de exponer las piezas de manera accesible para el cliente; o el mostrador principal, diseñado por Rebajes como elemento escultórico con forma de S, suspendido del techo, concebido como elemento de atracción, tal y como se anunciaba en algunas postales y tarjetas publicitarias. Cuidaba hasta el último detalle, como fue uniformar de negro a las dependientas, que solían ser de ascendencia extranjera, con la intención de crear una imagen sofisticada.
Crecieron hasta tener 165 empleados entre dependientes y artesanos. Se estableció una cadena de distribución nacional con ventas en más de 500 tiendas por departamentos y otras especializadas por todo el país, con 15 viajantes y sucursales en Chicago y Los Ángeles. Fueron Pauline y Frank los que hicieron juntos un viaje por todo Estados Unidos para dar a conocer y distribuir su mercancía. Frank realizaba los diseños, supervisaba, Pauline se encargaba de la administración y la gestión del negocio.
Frank y Pauline solían viajar mucho a visitar amigos y por placer. Habían creado su círculo de amistades en los años 30 en Greenwich Village relacionado con el mundo artístico, en especial el ámbito latino. Tuvieron amistad muy estrecha con los artistas cubanos Enrique Riverón, Antonio Gattorno, Mario Carreño o el crítico de arte José Gómez-Sicre, lo que vinculó a la pareja con Cuba, donde viajaron en numerosas ocasiones. 
Entre 1948 y 1951, Frank construyó una casa en Long Island, en Malverne, donde compró un terreno de una antigua huerta al lado de un arroyo. Rebajes la diseña influenciado por las casas usonianas de Frank Lloyd Wright, concibe una utopía moderna de la casa americana, práctica y orgánica, con enfoque medioambiental, reutilización de energía y acoplada al paisaje vegetal, donde Rebajes consigue crear su hábitat, el de su infancia en el Caribe.
En 1958 vendió la casa y se trasladaron a un apartamento en la calle 37 Este, cerca de la tienda. Meses después vendieron el negocio a su capataz Otto Bade y se marcharon de Estados Unidos.

### Décadas 60 y 70. Torremolinos y Málaga

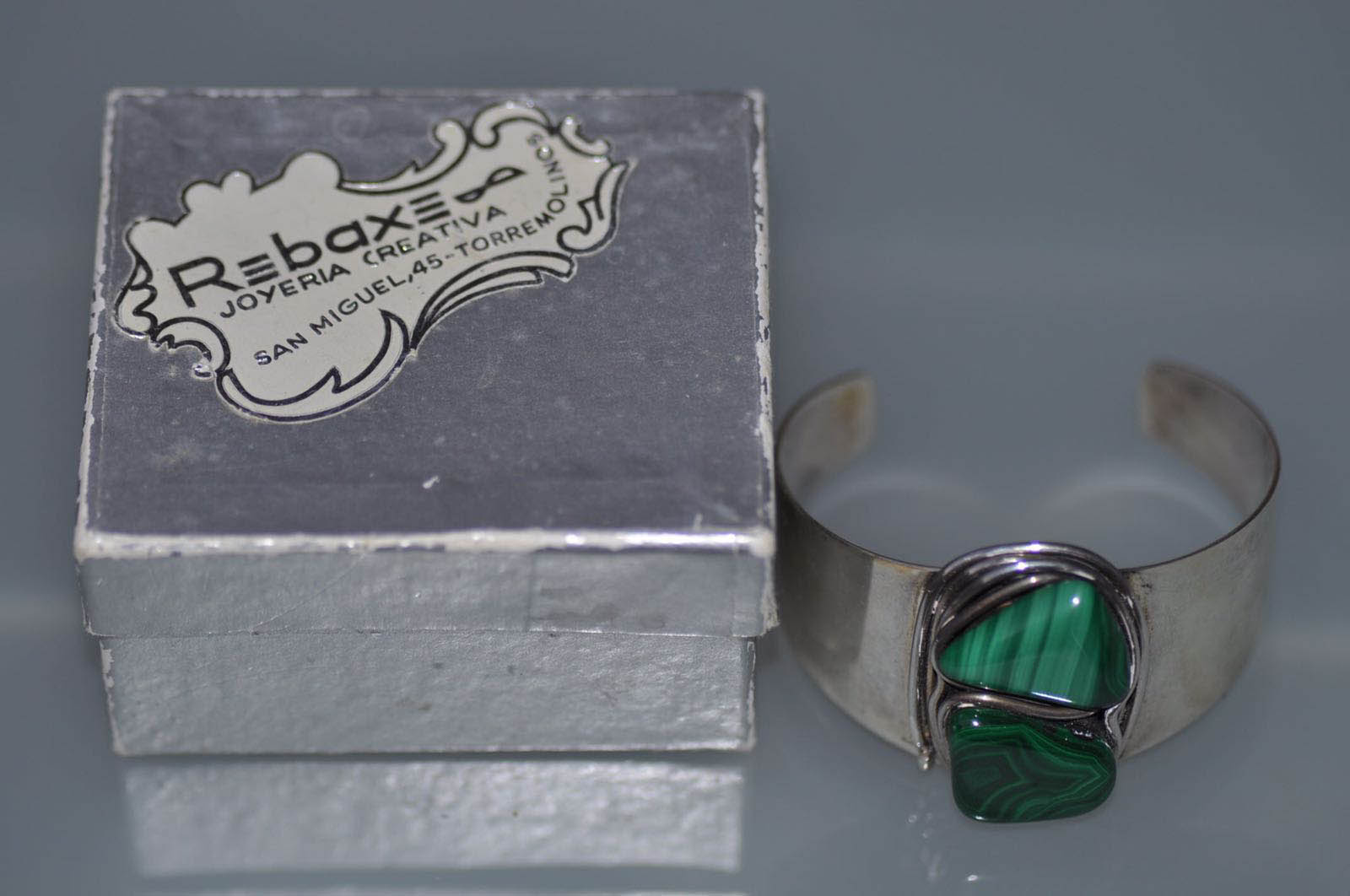
Diseño exclusivo de Rebajes en su etapa de Torremolinos y caja con el membrete de su negocio

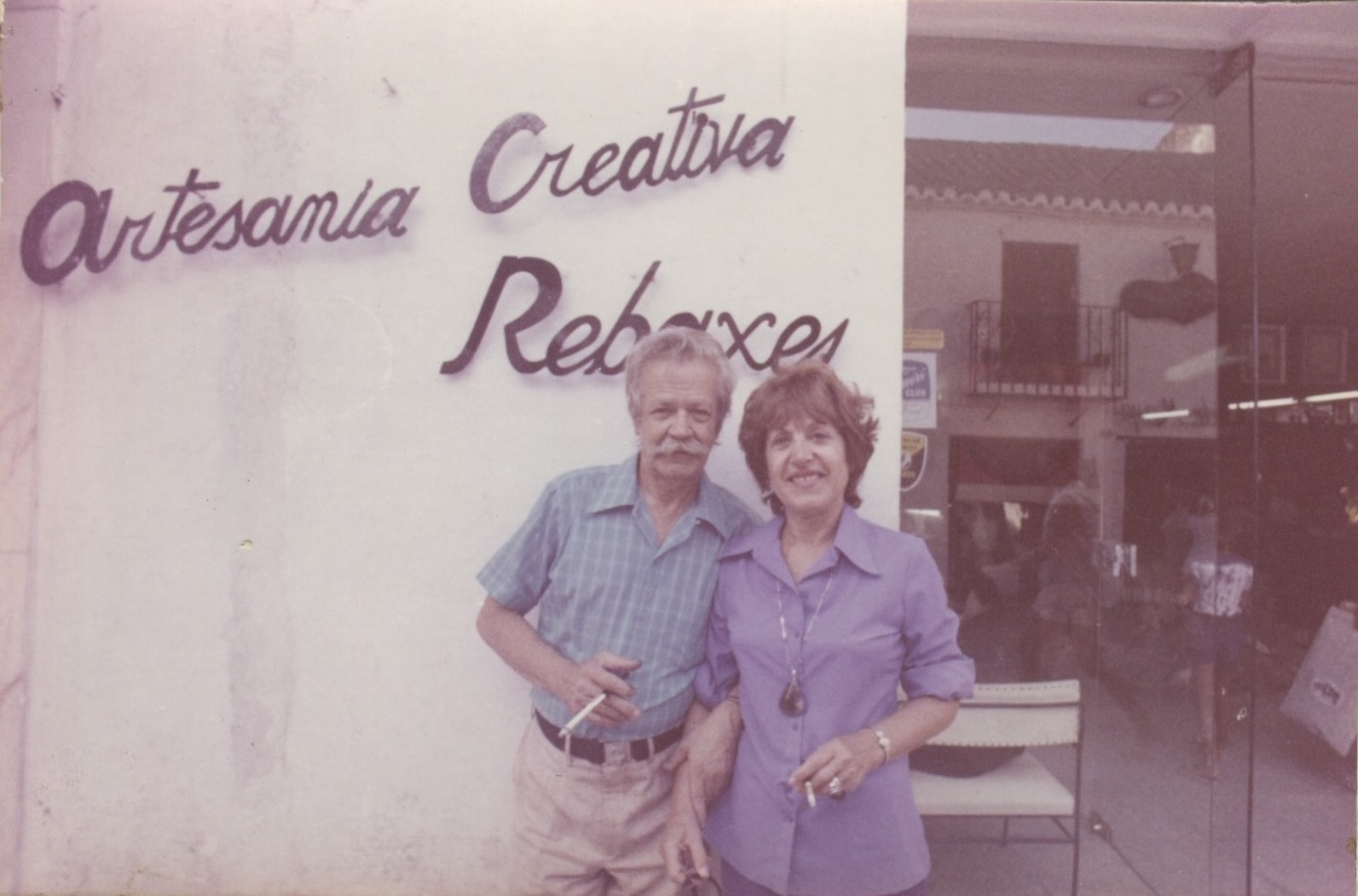
Frank y Pauline junto a su joyería en Torremolinos

En 1960 Frank y Pauline se trasladaron a vivir a Málaga. Exactamente a Torremolinos, entonces un pequeño y pintoresco pueblo de pescadores pero conocido internacionalmente por ser foco de atracción de famosos, se instalaron en la calle San Miguel número 45.  
En una casa de dos alturas hicieron la tienda taller de joyería en la planta calle y la casa en la primera planta. Frank levantó una tercera planta que se convirtió en su taller personal, donde se dedicó a su obra escultórica Óvulo. Para subir diseñó un ascensor con teléfono cuyo sistema de funcionamiento se basaba en la cinta de Möbius.
Al vender la firma Rebajes y continuar en activo en Estados Unidos, comenzó a utilizar Rebaxes, sustituyendo la J por la X para crear una nueva marca. 
Aplicó un nuevo concepto de joyería completamente distinto al neoyorkino, de piezas artesanales exclusivas de alto valor económico. Entre sus clientes había personalidades como Geraldine Chaplin o el Duque de Windsor, quien le encargó unos gemelos que Rebajes diseñó con piedras rescatadas en la playa de El Bajondillo de Torremolinos.
De nuevo el entorno de amistades de Frank y Pauline fue el artístico y cultural de Málaga y Torremolinos. Eran habituales las reuniones en su casa. Entre sus conocidos estaban los jóvenes artistas de la Generación del 50 como Manuel Barbadillo, Gabriel Alberca, Enrique Brinkmann, Francisco Peinado, y grandes amigos comoEugenio Chicano, personalidades de las letras y la cultura malagueña como Rafael Pérez Estrada, Manuel Alcántara, Bernabé Fernández Canivell, Alfonso Canales, Ángel Caffarena Such, etc. Tuvo una gran amistad con Manolo Blasco. Fue el socio número 153 del Ateneo de Málaga, entonces única institución cultural en la ciudad, constituida en 1966, que reunía a todos los intelectuales y creadores del momento. Para la sede de la institución, Rebajes realizó el mobiliario del bar, que concluyó en marzo de 1971. 
Ya en los primeros años de la década de los 70, la joyería pasó a segundo plano en cuanto a intereses, concentrándose en un proyecto escultórico en el que estuvo trabajando en Torremolinos: la serie Óvulo, con más de 300 piezas que son variaciones sobre un mismo tema: el movimiento continuo. 

### Años 80. La serie Óvulo y su final en el MIT
Rebajes intentó exponer la serie Óvulo en Nueva York y en Madrid, pero sin resultado. En noviembre de 1988 se celebró la primera y única exposición que se hizo de la serie, El mundo de Cirilo os da la bienvenida, comisariada por Tecla Lumbreras en el Colegio de Arquitectos de Málaga.
En abril de 1989 Pauline fallecía tras varios años padeciendo alzhéimer.  
La sobrina nieta de Rebajes por parte de Pauline, Peri Shaw, había gestionado el contacto con el Instituto Tecnológico de Massachusetts (Massachussets Institute of Technology). En febrero de 1990 Rebajes recibió una carta invitándole a presentar su trabajo en el M.I.T. 
El 30 de marzo de 1990 donó su serie Óvulo al Ayuntamiento de Málaga y a la Fundación Picasso Museo Casa Natal, que por entonces dirigía su amigo Eugenio Chicano. Poco después abandonó España y marchó a Estados Unidos con varias piezas para presentar su trabajo en el M.I.T.
La presentación tuvo lugar en el M.I.T. el 8 de junio de 1990. Fue grabada y el montaje del día anterior también. Por varios faxes enviados desde el M.I.T. a la Fundación Picasso, se sabe que la demostración había sido un éxito, con una duración de más de 3 horas, a la que habían asistido 100 profesores y estudiantes de todos los departamentos, científicos y artistas de la comunidad del M.I.T. 
Por su interés en la serie Óvulo, un equipo del M.I.T. había decidido continuar la investigación sobre su trabajo y tenían intención de viajar a Málaga para conocer el resto de su obra y estudiarla. 
Tras el éxito de la presentación, esa noche Rebajes ponía fin a su vida en la habitación del hotel donde se alojaba. Cuando se supo la noticia, el M.I.T. canceló todos los planes y archivó todo lo relacionado con Óvulo. 
La razón del suicidio se sobrentiende por testimonios que dejó en varios documentos, uno de ellos es la carta personal que dirigió a Eugenio Chicano el 7 de junio de 1990. En ella le explicaba que él ya lo había visto y vivido todo, y que desde la muerte de Pauline se sentía igual que su amigo Severo Ochoa. Le “asalta una soledad intolerable” y solo deseaba morir. Junto a la carta adjuntaba un recorte de prensa con un artículo sobre Ochoa donde el científico afirmaba que desde la muerte de su mujer “La única aspiración que me queda es marcharme de este mundo lo antes posible, ya que la falta de ilusiones hace mi vida poco deseable”. Rebajes tenía 84 años cuando se quitó la vida.

## Joyería

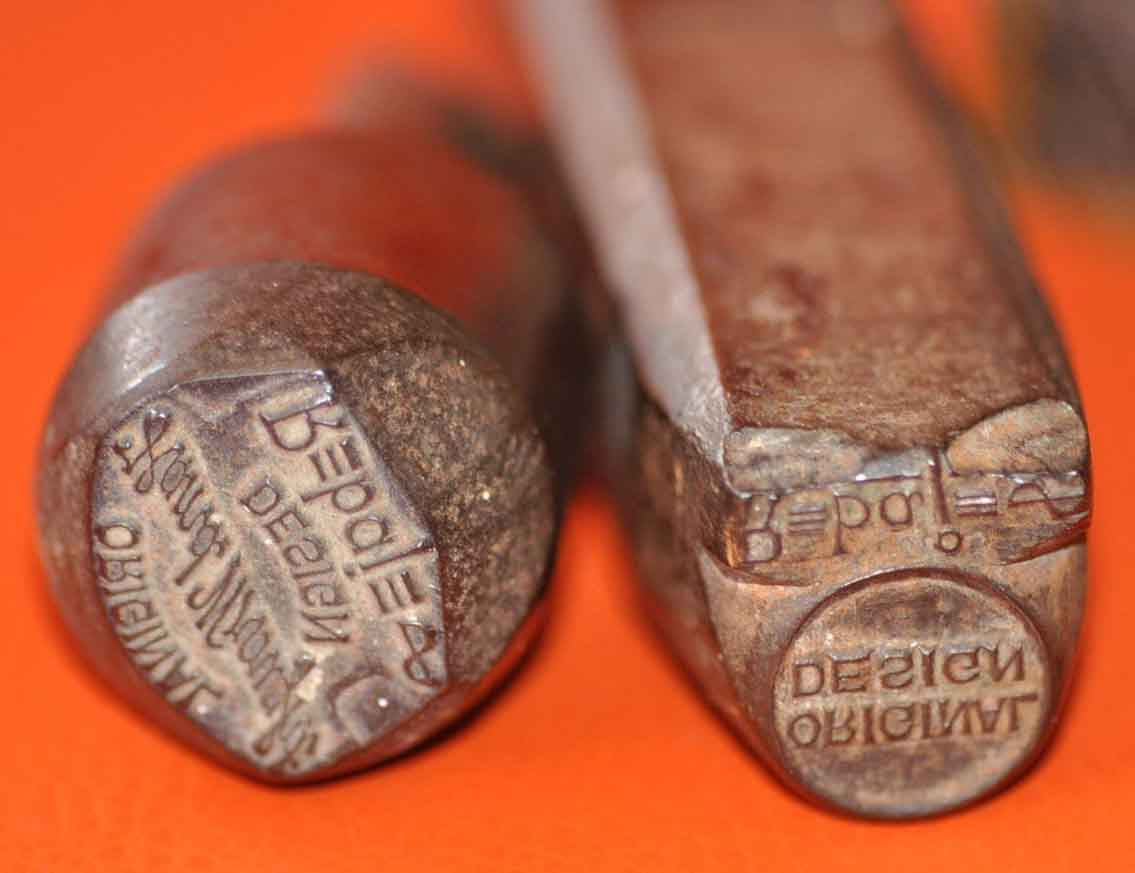
Dos de los sellos de la firma de joyería Rebajes

La creación como orfebre y joyero de Frank Rebajes puede dividirse en 3 etapas: Greenwich Village (1932 – 1940), Quinta Avenida (1941-1958) y Torremolinos (1959- 1980). Además de la localización, hay diferencias en la manufactura y en el diseño entre la joyería neoyorkina y la malagueña.

### Joyería neoyorkina
Frank Rebajes no se había planteado ser joyero ni tenía conocimientos o estudios sobre el tema. Se convirtió en orfebre primero y joyero después fruto del azar y por necesidad.
Rebajes estaba convencido de que un artesano debía realizar sus piezas y venderlas el mismo, un concepto que le acompañó toda su carrera, matizado en cada etapa por diferentes formas de producción. Durante el periodo en Greenwich Village, la manufactura era artesanal y realizada por él. El salto a la Quinta Avenida supuso un cambio en la técnica y en el sistema de producción, pero daba continuidad a su línea creativa sin dejar de innovar acorde a los tiempos. El cobre continúo siendo el material protagonista en su joyería, sólo que ahora podía ser esmaltado, tratado con pátina o combinado en distintas calidades y con otros materiales. Además comenzó a utilizar otros metales como la plata. En cuanto a la producción, si bien llegó a contar con unos 100 artesanos en la tienda, mantuvo el sentido de trabajo “artesanal”. Rebajes apostó por "un buen diseño disponible para todos". Para lograrlo, Frank diseñaba y el equipo producía las piezas. Una producción artesanal en masa, en el que las piezas más importantes se elaboraban a mano, mientras que la mayoría de las joyas se fundían o se troquelaban y luego se ensamblaban a mano. Esto permitía que su arte pudiera venderse a unos precios al alcance del gran público. 
Como maestro de la joyería moderna y contextualizado en las nuevas tendencias que desarrollaban joyeros coetáneos, además de evitar materiales tradicionales y utilizar materiales menores, su joyería refleja una mezcla de influencias y motivaciones que reconcilian el valor de la artesanía con la necesidad de la producción en masa, e incorpora elementos del diseño modernista clásico al mercado comercial.
Junto al diseño de líneas modernas abstractas y la relectura del arte contemporáneo, Rebajes integró la forma humana y las formas orgánicas de la naturaleza, motivos que el movimiento artístico del biomorfismo puso de moda a mediados de la década de los 30. Para ello tomó referencias de diferentes culturas como la africana, y de distintos ámbitos, como la naturaleza, las antigüedades, el cine o las vanguardias artísticas. De sus amigos artistas tomó motivos que extrajo de sus pinturas y los convirtió en joyas. A la par que algunos joyeros coetáneos, se evidencia la influencia del trabajo del multifacético artista Alexander Calder en diseños cinéticos o con partes articuladas, que se aprecia en piezas como el broche del cowboy o la langosta, que imita el movimiento del crustáceo. Para su amigo y crítico de arte José Gómez-Sicre, la habilidad de Rebajes radicaba en su capacidad para reducir las formas a sus valores esenciales.

### Joyería en Torremolinos
En Torremolinos realizó otro tipo de joyería, diferente a la neoyorkina. Desarrolló una joyería exclusiva, de piezas únicas, con diseños escultóricos y de alto valor económico, diseños personalizados y artesanales. 
Junto al cobre utilizó mayormente la plata, que combinaba con piedras semipreciosas como el coral, amatista, ónix, madre perla, etc., esmaltes y patinas diversa, y objetos encontrados que reciclaba, como piedras de la playa, camafeos, monedas, etc. El distintivo de esta etapa es el trabajo del engarce de metal, trabajado a modo de ovillos, devanando el metal como si fuera hilo. 
En la actualidad sus joyas se cotizan en el mercado y la producida durante la etapa neoyorkina continúa siendo un referente en la historia de la joyería. 
Fue elogiado por la crítica estadounidense de su época y en la actualidad publicaciones especializadas continúan destacando sus creaciones.

## Serie escultórica Óvulo
Durante su etapa neoyorkina desarrolló la escultura de pequeño formato que vendía en sus tiendas. Las esculturas de gran formato que hizo fue por encargo, como las de la Feria Mundial de Nueva York de 1939. 
Rebajes también incursionó en el diseño de mobiliario, que hizo para sus tiendas y casas y algún encargo puntual como fue el bar del Ateneo de Málaga.
Su trabajo escultórico más significativo y completo es su serie Óvulo. Esta serie está ligada al concepto de infinito y el movimiento continuo, conceptos que acompañaron a Rebajes desde el inicio de su carrera, sobre los que investigó desde diversas disciplinas científicas y abarcó una pluralidad de ámbitos del conocimiento como las matemáticas, geometría, física, simbología mística, filosofía oriental, religión,...Fue a partir de la década de los 70 cuando se dedicó al estudio de la geometría secreta de los símbolos, explayándose en una afanosa investigación de base conceptual científica, matemática y filosófica de resultados formales artísticos. Teniendo como base el movimiento continuo de la cinta de Möbius y la forma conceptual del ying-yang, Rebajes concibió la figura del Óvulo y sus infinitas variantes. Materializó posibilidades de figuras geométricas que surgen a partir de la experimentación con la cinta de Möbius en cuanto a forma y concepto, resultando piezas móviles que discurren sobre su propia superficie continua en un movimiento perpetuo. 
Es una serie de más de trescientos volúmenes escultóricos, que recibieron nombres como Astroide, Tetracordio de Pitágoras, Tetrapétalo bilateral o La Pajarita de Don Miguel de Unamuno. 
Para su ejecución utilizó varios tipos de material. Los principales eran metales y aleaciones, preferentemente acero al tántalo, plástico de diversos tipos, madera, cartulina, cuero, goma y elástico, pelotas de ping pong, béisbol, baloncesto, futbol, cartas de baraja y objetos varios. Las piezas se presentaban en metal, blanco y negro o naranja.
Su obra también guarda relación con el contexto artístico del momento: Max Bill, Tatlin, expresiones artísticas como el Op Art, Moholy-Nagy y Vasarely y el arte cinético, los trabajos de Escher, la semántica conceptual de Joaquín Torres García o el neoconcretismo brasileño como el de la artista Lygia Clark, las teorías del arquitecto Richard Buckminster Fuller, siendo sus referentes más cercanos los hermanos Naum Gabo (1890-1977) y Antoine Pevsner (1886-1962), con influencia directa en las formas y en el trasfondo conceptual, que Rebajes asimila y reconvierte.
Su pretensión fue el “descubrimiento de una nueva forma geométrica que comunica verdades estéticas, filosóficas y matemáticas, y cuyo origen se remonta al más viejo y común de los símbolos herméticos”. “No se ha tratado de construir algo nuevo, si no de recuperar lo que se había perdido”.
A la obra plástica le acompaña el manifiesto conocido en español como Cuaderno Óvulo. En él recoge el “espíritu y forma de la obra”, las ideas y los pasos de la concepción y trayectoria creativa. Es un cuaderno de más de 200 cartulinas negras de tamaño aproximado a un A3. Es bilingüe, inglés-español. Lo confecciona a modo de collage hilado a través de citas, ideas, imágenes, planos, dibujos, reflexiones…, componiendo su ideario y su particular cosmogonía.  
En 1974 Rebajes grabó un video de unos 14 minutos en el que muestra el movimiento de las piezas: Experiencia metamórfica: el huevo de Colón, donde el artista presenta las esculturas resultantes asociadas a citas del I Ching. 
La mayor parte de la serie Óvulo, junto al cuaderno, el video y documentos biográficos de Frank Rebajes, pertenecen a los fondos de la Fundación Picasso Museo Casa Natal en Málaga, de propiedad municipal.

## Exposiciones y piezas en colecciones
Se tiene constancia de: 

### Exposiciones en vida
- Metropolitan Museum of Art, Nueva York, 1937. Exposición de arte contemporáneo.
- Exposición internacional de las artes y de las técnicas aplicadas a la vida moderna (Exposition internationale des arts et des techniques appliqués à la vie moderne), celebrada en París en 1937, de mayo a noviembre.
- Brooklyn Museum, Nueva York, 20 de noviembre de 1937- 23 de enero de 1938: Contemporary Industrial and Handwrought Silver.
- Feria Mundial de Nueva York (New York World´s Fair), 1939.
- Metropolitan Museum of Art, Nueva York, 1940. Exposición de diseño industrial moderno.
- Colegio de Arquitectos de Málaga, Málaga, 1988: El mundo de Cirilo os da la bienvenida. Serie de esculturas Óvulo. Comisariada por [[Tecla Lumbreras Krauel%7CTecla|Lumbreras]]. Del 21 de octubre al 4 de noviembre.

### Piezas en exhibiciones tras su muerte
- Cooper Hewitt Smithsonian Design Museum, Nueva York, 2018.
- Brooklyn Museum, Nueva York, From the Village to Vogue: The Modernist Jewelry of Art Smith, del 14 de mayo al 11 de junio de 2011.
- Colegio de Arquitectos de Málaga. 25 años de cultura, del 23 de diciembre de 2005 al 23 de enero de 2006.
- Palacio Episcopal, Málaga. Pasado y presente en el patrimonio artístico municipal, 2001.

### Piezas en museos y colecciones
- Metropolitan Museum of Art, Nueva York. Sus piezas de orfebrería estuvieron en exposición permanente durante décadas desde 1937. A inicios de los 90 el Met recibe como donación privada piezas de joyería.
- Cooper Hewitt Smithsonian Design Museum, Nueva York. En la colección Product Design and Decorative Arts. Joyería y orfebrería.
- Brooklyn Museum, Nueva York. Orfebrería
- Fundación Picasso Museo Casa Natal, Málaga. Serie escultórica Óvulo.
- Ateneo de Málaga, Málaga. Barra de bar con escultura de pared. Una de las salas expositivas de la sede de la institución lleva por nombre Espacio Frank Rebajes.
- Museo del Patrimonio Municipal de Málaga, Málaga. Actualmente tiene en exposición la pieza principal de la serie Óvulo.
- Colecciones privadas.
- Se desconoce si el Whitney Museum guarda en su fondo las 30 piezas que la directora Juliana R. Force le compró en 1932.